# Dubna
 For alternative betydninger, se Dubna (flertydig). (Se også artikler, som begynder med Dubna)
Dubna (russisk: Дубна́, tr. Dubna) er en by i Moskva oblast i Rusland. Byen ligger ved sammenløbet mellem floderne Dubna og Volga, omkring 120 km nord for Moskva. Dubna har 75.179(est. 2016) indbyggere.
Byen har status som naukograd, og er hjemsted for et internationalt kernefysisk forskningscenter (JINR), en af Ruslands største videnskabelige stiftelser. Grundstoffet Dubnium er opkaldt efter Dubna.

## Økonomi og infrastruktur
Byens næringsliv er nært knyttet til forskningsanlæggene. Vigtige virksomheder er en udstyrs- og maskinfabrik. Før Sovjetunionens sammenbrud var MKB Raduga, et selskab som specialiserede sig i udvikling og produktion af missilsystemer, en af byens store arbejdsgivere. Den eksisterer stadig, men dens betydning er meget reduceret og byen har som følge af dette haft et arbejdsløshedsproblem. Flere mindre industrivirksomheder har imidlertid dukket op, og nærheden til Moskva gør, at mange kan pendle til arbejdspladser der. Der er fremlagt planer fra AFK Sistema og andre investorer, inkluderet russiske myndigheder, om at bygge en russisk "Silicon Valley" i Dubna, men pr begyndelsen af 2007 er intet arbejde blevet igangsat.
I byen ligger også Ivankovskojereservoiret i Volga, og kraftværksdæmningen er eneste forbindelse mellem bydelene, der ligger på begge sider af Volga.
Offentlig transport til Moskva besørges af eksprestog, forstadsbaner og busser.
For Dubna har skibstrafikken på Volga, Moskvakanalen og Ivankovskojereservoiret stor betydning.

## Seværdigheder
Verdens største statue af Vladimir Lenin står ved sammenløbet mellem Volga og Moskvakanalen i Dubna. Den 15 meter høje statue blev bygget i 1930'erne. Den tilhørende og lige så store statue af Josef Stalin blev revet ned i 1963, under afstaliniseringsperioden.

## Venskabsbyer
- USA La Crosse, USA
- Israel Giv'at-Shmuel (Israel)
- Ukraine Alusjta (Krim, Ukraine).